# Elección presidencial de Chile de 1826
La elección presidencial de Chile de 1826 fue la primera elección de carácter presidencial del país, y fue realizada en el entonces llamado Congreso General de la Nación, estando Ramón Freire, el Supremo Director, en actividades militares contra los realistas en el sur.
La elección indirecta tuvo el propósito de elegir a un Presidente Interino y a un Vicepresidente Interino para que lideraran el nuevo proyecto constitucional que pretendía transformar a Chile en un Estado Federal. El federalismo fue liderado por José Miguel Infante, quien ya había organizado una serie de leyes con motivos descentralizadores.
Junto a Infante, el Bando Pipiolo propuso al marino argentino Manuel Blanco Encalada a la Presidencia interina, como así al expresidente de la Junta de Gobierno, Agustín Eyzaguirre Arechavala a la vicepresidencia. Eyzaguirre competiría la Vicepresidencia con el también pipiolo, Francisco Antonio Pinto.
Se dividió entonces el país en ocho provincias, se escogieron Asambleas Provinciales y los Gobernadores elegirían al Presidente y al Vicepresidente en elecciones distintas. Estando estas reformas federales listas, se llamaron a elecciones el 8 de julio de 1826, donde venció el pipiolo Manuel Blanco Encalada en la presidencia, mientras que Agustín Eyzaguirre Arechavala obtendría la vicepresidencia.

## Candidatos
| Nombre | Nombre                            | Candidatura |
| ------ | --------------------------------- | --- |
|        | José Miguel Infante (Federalista) | Político chileno federalista. Apoyó a la causa revolucionaria de la Independencia y gracias a su gran capacidad intelectual ocupó el cargo de procurador en el Cabildo de Santiago (1810). Su gran influencia le permitió impulsar la idea de constituir una Junta de Gobierno que permitiera estructurar el nuevo escenario político chileno, lo que le llevó a participar activamente en el Cabildo abierto del 18 de septiembre de ese año. En 1813 y 1814 integró las Juntas de Gobierno. Luego fue miembro del Primer Congreso Nacional al ser elegido diputado por Santiago, correspondiéndole el papel de Secretario de esa Institución. Tras la abdicación de O’Higgins (enero de 1823), Infante pasó a formar parte de la Junta que lo sucedió. Aquí su carrera política cobró otro rumbo al ser elegido senador por Santiago. Al interior del Senado alcanzó los cargos de Vicepresidente y más tarde de Presidente. En ausencia del Presidente Freire asumió el cargo de Director Supremo interino entre noviembre de 1825 y marzo de 1826. |
|        | Manuel Blanco Encalada (Ind.)     | Militar y Político. Tras luchar en la guerra de Independencia española, fue capitán del ejército patriota bajo las órdenes de José Miguel Carrera durante el período de la Patria Vieja chilena, y en la Patria Nueva se incorporó como oficial en el Ejército Unido Libertador de Chile. En junio de 1818, se convirtió en el primer comandante general de Marina y jefe de la escuadra. Posteriormente el mando de la escuadra fue entregada a Thomas Alexander Cochrane, quedando Blanco como el segundo de la escuadra. Tras las diferencias que terminaron con la ruptura entre Cochrane y San Martín, retomó el mando de la escuadra. En 1824 fue ascendido a vicealmirante y al año siguiente dirigió la expedición que logró expulsar a los españoles de Chiloé. Por sus servicios en Perú le fue otorgado el grado de vicealmirante de la Marina de guerra de aquel país. A su regreso en santiago el Bando Pipiolo le concedió la oportunidad de ser provisionalmente el jefe de Estado y gobierno de Chile.                                 |
|        | Casiano Arce Vásquez (Ind.)       | Terrateniente, dueño de diversas propiedades en Virguín, Los Cardos y Parral. Fue Diputado propietario por Parral en el Congreso General de la Nación durante la legislatura constituyente de 1826, escaño que ocupó desde el 4 de julio de 1826, Integró la Comisión Permanente de Agricultura, Artes y Minas. |

## Resultados
La elección se realizó en el congreso por dos vías electorales, una era la votación abierta donde el sufragio era público, y también la Votación secreta en la que el sufragio de esos diputados era secreto ante la mirada pública.

### Elección de presidente interino
En la votación abierta de los diputados, Infante obtuvo 9 votos, seguido de Blanco Encalada con apenas un sufragio público. La diferencia que marcó la primera votación sucedió en la votación secreta, donde Manuel Blanco Encalada obtuvo 21 votos con un amplio apoyo en relación con los 6 diputados que secretamente le entregaron el apoyo al candidato del Bando Federalista y a un voto diputacional que obtuvo el independiente Casiano Arce Vásquez. En general, la primera votación de los diputados se resolvió con una Mayoría absoluta del parlamento hacia Blanco Encalada correspondiente a 22 votos (57,89%) seguido del federalista José Miguel Infante que obtuvo con 15 votos la segunda mayoría de apoyo en el Congreso General, y finalmente Casiano Arce Vásquez que obtuvo 1 voto diputacional correspondiente al 2,63% del apoyo de los diputados.
| Candidato       | Candidato              | Facción         | VP              | VS              | Votos |
| --------------- | ---------------------- | --------------- | --------------- | --------------- | ----- |
|                 | Manuel Blanco Encalada | Pipiolos        | 1               | 21              | 22    |
|                 | José Miguel Infante    | Federalista     | 9               | 6               | 15    |
|                 | Casiano Arce Vásquez   | Independiente   | 0               | 1               | 1     |
|                 |                        |                 |                 |                 |       |
| Votos en blanco | Votos en blanco        | Votos en blanco | Votos en blanco | Votos en blanco | 1     |
| Votantes        | Votantes               | Votantes        | Votantes        | Votantes        | 39    |

### Elección de vicepresidente interino
Resultados de la elección de vicepresidente interino de la República.
|  | 21,05 % |

|  | 39,47 % |

|  | 31,58 % |

|  | 57,89 % |

|  | 13,16 % |

|  | 5,26 % |

|  | 7,9 % |

|  | 15,79 % |

|  | 2,63 % |

|  | 2,63 % |

|  | 2,63 % |